# Dominique Dupraz
Pour les articles homonymes, voir Dupraz.
Dominique Dupraz, né le 15 août 1947 à Paris et mort le 30 juin 2021 dans la même ville, est un compositeur français.

## Biographie
Dominique Dupraz étudie l'harmonie, la composition et la direction d'orchestre avec le compositeur Jean Catoire au Conservatoire Serge-Rachmaninoff de Paris.
Docteur en musicologie de l'université Paris-Sorbonne, il enseigne, compose et a écrit notamment son Analysis of Musical Semiography. Il compose aussi bien pour chœurs que pour ensembles symphoniques ou formations de chambre. La plupart de ses œuvres sont reprises au catalogue de Alain Van Kerckhoven Éditeur.
À partir de 1993, son style s'oriente vers la nouvelle musique consonante tout en explorant un contexte atonal. Ses techniques de composition se déploient autour des tierces majeures et mineures et donnent une importance de premier plan à la construction mélodique.